# Francisca Nazareth
Francisca Nazareth (Lisboa, 17 de noviembre de 2002), también conocida como Kika Nazareth, es una futbolista portuguesa. Juega como delantera en el FC Barcelona de la Primera División de España.  Es internacional con la selección de Portugal.

## Trayectoria
Considerada una de las promesas del fútbol femenino portugués, formó parte del equipo juvenil del Benfica desde la temporada 2018-19, cuando debutó a sus 16 años. Saltó al campo en 4 encuentros y marcó 6 goles entre las temporadas 2018-19 y 2019-20. Para la temporada 2020-21, ascendió a la plantilla del primer equipo, firmando su primer contrato profesional.
En su temporada debut en el primer equipo contribuyó al primer título nacional del Benfica. Además del campeonato, la conquista de la Copa de la Liga también llegó tanto en 2020 como en 2021. En su primera temporada profesional hizo su debut en la Liga de Campeones, jugando un partido en las rondas preliminares y los dieciseisavos de final, donde cayeron ante el Chelsea. En la temporada 2021-22, hizo 10 apariciones en el torneo continental, seis de las cuales fueron en la fase de grupos, y marcó 3 goles en los dos partidos de la primera ronda de clasificación.

## Selección nacional
Nazareth formó parte de las selecciones sub-17 y sub-19 de Portugal, disputando los partidos de clasificación para las fases finales de los campeonatos de Europa. Con la sub-17 participó en el Campeonato Europeo Sub-17 de 2019, donde las portuguesas cayeron en semifinales.
Convocada para la Copa de Algarve 2020, debutó con la selección absoluta en el primer partido del torneo, una derrota por 1-2 ante Italia, saltando al campo en los últimos minutos del partido en reemplazo de Carolina Mendes. En abril de 2021 fue llamada para disputar el doble choque ante Rusia en el marco de los play-offs para acceder a la Eurocopa 2022, y en el que se impusieron las rusas con un 0-1 en el global. Sin embargo, debido a la expulsión del combinado ruso a causa de la invasión rusa de Ucrania, las lusas obtuvieron una plaza en el torneo continental. Desde entonces ha sido convocada regularmente a la selección nacional, participando en partidos válidos para las eliminatorias mundialistas de 2023.

## Estadísticas

### Clubes
Actualizado al último partido disputado el 15 de marzo de 2025.
| Club                     | Temporada     | Div           | Liga  | Liga  | Liga   | Copa  | Copa  | Copa   | Internacional | Internacional | Internacional | Otros | Otros | Otros  | Total | Total | Total  | Media goleadora |
| Club                     | Temporada     | Div           | Part. | Goles | Asist. | Part. | Goles | Asist. | Part.         | Goles         | Asist.        | Part. | Goles | Asist. | Part. | Goles | Asist. | Media goleadora |
| ------------------------ | ------------- | ------------- | ----- | ----- | ------ | ----- | ----- | ------ | ------------- | ------------- | ------------- | ----- | ----- | ------ | ----- | ----- | ------ | --------------- |
| S. L. Benfica Portugal   | 2019-20       | 1.ª           | 2     | 3     | -      | 3     | -     | -      | -             | -             | -             | -     | -     | -      | 5     | 3     | 0      | 0.6             |
| S. L. Benfica Portugal   | 2020-21       | 1.ª           | 16    | 12    | 1      | 5     | 1     | -      | 3             | -             | -             | -     | -     | -      | 24    | 13    | 1      | 0.54            |
| S. L. Benfica Portugal   | 2021-22       | 1.ª           | 13    | 10    | 6      | 6     | 1     | 1      | 10            | 3             | 1             | 1     | -     | -      | 30    | 14    | 8      | 0.47            |
| S. L. Benfica Portugal   | 2022-23       | 1.ª           | 18    | 15    | 8      | 9     | 9     | 3      | 8             | 1             | 4             | 1     | 1     | 1      | 36    | 26    | 16     | 0.72            |
| S. L. Benfica Portugal   | 2023-24       | 1.ª           | 18    | 17    | 1      | 3     | 1     | 1      | 9             | 5             | 4             | 2     | 1     | 1      | 32    | 25    | 7      | 0.78            |
| S. L. Benfica Portugal   | Total club    | Total club    | 67    | 57    | 16     | 23    | 12    | 5      | 27            | 9             | 9             | 4     | 2     | 2      | 127   | 81    | 32     | 0.64            |
| F. C. Barcelona · España | 2024-25       | 1.ª           | 19    | 3     | 3      | 3     | 0     | 2      | 6             | 3             | 3             | 2     | 0     | 2      | 30    | 6     | 10     | 0.2             |
| F. C. Barcelona · España | Total club    | Total club    | 19    | 3     | 3      | 3     | 0     | 2      | 6             | 3             | 3             | 2     | 0     | 2      | 30    | 6     | 10     | 0.2             |
| Total carrera            | Total carrera | Total carrera | 86    | 60    | 19     | 26    | 12    | 7      | 35            | 12            | 12            | 6     | 2     | 4      | 157   | 87    | 42     | 0.55            |
| 1. 2. 3.                 |               |               |       |       |        |       |       |        |               |               |               |       |       |        |       |       |        |                 |

## Palmarés

### Títulos nacionales
| Título             | Club            | País     | Año  |
| ------------------ | --------------- | -------- | ---- |
| Copa de la Liga    | S. L. Benfica   | Portugal | 2020 |
| Campeonato de Liga | S. L. Benfica   | Portugal | 2021 |
| Copa de la Liga    | S. L. Benfica   | Portugal | 2021 |
| Campeonato de Liga | S. L. Benfica   | Portugal | 2022 |
| Supercopa          | S. L. Benfica   | Portugal | 2022 |
| Campeonato de Liga | S. L. Benfica   | Portugal | 2023 |
| Copa de la Liga    | S. L. Benfica   | Portugal | 2023 |
| Supercopa          | S. L. Benfica   | Portugal | 2023 |
| Campeonato de Liga | S. L. Benfica   | Portugal | 2024 |
| Copa de la Liga    | S. L. Benfica   | Portugal | 2024 |
| Copa               | S. L. Benfica   | Portugal | 2024 |
| Supercopa          | F. C. Barcelona | España   | 2025 |
| Campeonato de Liga | F. C. Barcelona | España   | 2025 |
| Copa               | F. C. Barcelona | España   | 2025 |